# Poecilopsyche melanion
Poecilopsyche melanion is een schietmot uit de familie Leptoceridae. De soort komt voor in het Oriëntaals gebied.